# آن کوم-آئه
آن کوم-آئه (انگلیسی: An Kum-ae؛ زادهٔ ۳ ژوئن ۱۹۸۰) جودوکار اهل کره شمالی است.